# Darkwave

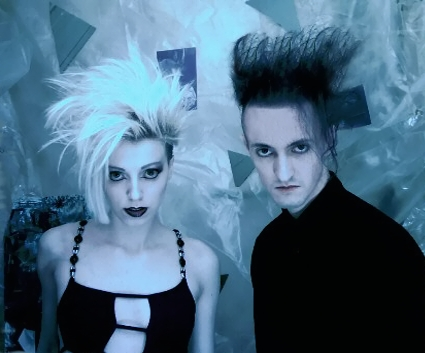
Det italienska Darkwave-bandet The Frozen Autumn.

Darkwave är en musikgenre och relaterad till Nya vågen. Ursprunget är sent 70-tal.

## Exempel på artister och grupper
- Joy Division
- Siouxsie & The Banshees
- The Cure
- Deine Lakaien
- Clan of Xymox
- Diary of Dreams
- Wikimedia Commons har media som rör Darkwave.